# إفران الأطلس الصغير
إفران الأطلس الصغير هي جماعة قروية بجنوب المغرب تابعة إدارياً لدائرة بويزكارن، إقليم كلميم، جهة كلميم واد نون، وهي عبارة عن واحات نخيل وأشجار الزيتون وبها ساكنة أمازيغية، تتكلم لهجة تاسوسيت وإلى جانب العنصر الامازيغي سكنت القرية قبائل من الشرفاء الأدارسة الذين ينتمي اغلبهم إلى قبائل الركيبات المؤذنين وكانت زاوية ال البصير الخيط الناظم بينها وبين باقي الفروع الأخرى ومن أبرز علماءها: الشيخ والأديب سيدي طاهر الإفراني، وبعض أبنائه الذين خلفوه في تدريس العلوم الشرعية والتفسير. والمختار السوسي الذي ارتبط اسمه بهذه القرية إذ كان يتابع دراسته بـ مدرسة تانكرت العتيقة.و تتميزهذه الجماعة بمدرستيها العتيقتين وهما مدرسة سيدي أمحمد أباراغ بـ تانكرت التي تستقطب العديد من طلبة العلم الشرعي من كل أنحاء المغرب ويديرها الآن الشيخ الفقيه الأصولي مولود السريري، وكذا مدرسة امسرا العتيقة التي لا تقل أهمية من الأولى. وقديما كانت هذه البلدة مشهورة بالفقهاء ك الحسين الافراني الذي اضطر لمغادرتها والاستقرار بتزنيت حيث أسس زاوية التجاني وهو الآن دفين مسجد المشوار المعروف بالزاوية. كما أن هناك الفقيهين محمد بن أحمد المسراوي الذي تولى التدريس لعدة سنوات بمدرسة بويزكارن ثم قبل وفاته بمدرسة امسرا وكذا العالم العلامة الفقيه والولي الصالح امحمد البشير الناصري الذي كان يقوم بالتدريس بمدرسة علي اوسعيد بايت بويسين الاخصاص إقليم تزنيت.

## الموقع والطبيعة

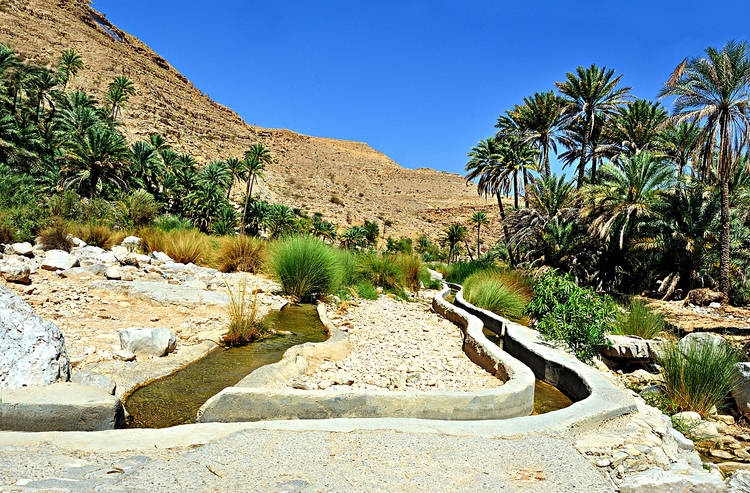
واحة من واحات إفران الأطلس الصغير.

تقع إفران الأطلس الصغير في الجنوب الشرقي من المغرب، في قلب جبال الأطلس الصغير، ضمن إقليم كلميم، في جهة كلميم واد نون. تتميز هذه المنطقة بتضاريسها الجبلية المتنوعة، والتي تتوزّع بين القمم العالية والوديان العميقة. على عكس المناطق الصحراوية المحيطة، فإن إفران الأطلس الصغير تمتاز بمناخٍ معتدل نسبياً وخصوبة الأراضي الزراعية، مما يسمح بزراعة مجموعة متنوعة من المحاصيل، بما في ذلك الأشجار المثمرة مثل: اللوز والزيتون. وهو ما جعلها تُلقّب بـ"جنة الصحراء المغربية"، وكذا بـ"الجنة الخفية".
تمثل المناظر الطبيعية في إفران الأطلس الصغير مزيجاً ساحراً بين الجبال والصحراء، حيث يمكن للزوار رؤية الكثبان الرملية الممتدة على مرمى البصر، وفي الوقت نفسه الاستمتاع بالخضرة التي تغطي سفوح الجبال. هذه الازدواجية في المناظر الطبيعية تجعل إفران الأطلس الصغير منطقةً مثاليةً منقطعة النظير لعشّاق الطبيعة الخلّابة والمغامرات.

## الثقافة والتاريخ
تتمتع إفران الأطلس الصغير بتراثٍ ثقافي غنيّ يعود إلى قرونٍ عديدة. كانت ولا تزال مركزاً للتفاعل بين مختلف الثقافات، بما في ذلك الثقافات الأمازيغية والعربية والصحراوية والإفريقية. ينحدر السكان المحليون من أصولٍ أمازيغية، ويحافظون على تقاليدهم القديمة ولغتهم الأم، مما يضفي على المنطقة طابعاً ثقافياً فريداً.
ويمكن لزوار إفران الأطلس الصغير الاستمتاع بالتّعرف على مظاهر الحياة الريفية التقليدية، والتفاعل مع السكان المحليين الذين يشتهرون بكرم الضيافة. كما أنّ الأسواق المحلية تقدم تجربة فريدة لاقتناء المنتجات التقليدية والحرف اليدوية، مثل الزرابي (السجاد) والملابس الأمازيغية التقليدية، وكذا تجربة الوجبات التقليدية المتنوعة التي يزخر بها المطبخ المغربي ككل، والمنطقة بالخصوص.

## التعليم
- المدرسة الجماعاتية إفران الأطلس الصغير
- ثانوية المختار السوسي التاهيلية
- ثانوية بئر انزران الاعدادية.
- ثانوية امسرا الاعدادية.
- مجموعة مدارس الشيخ المدني الناصري.
- مجموعة مدارس ابن طفيل.
- مجموعة مدارس اغبالوا
- مجموعة مدارس الطاهر الافراني.

## السياسة
على المستوى السياسي تشتهر إفران بكونها مسقط رأس وزير الدولة الراحل عبد الله بها الذي دهسه قطار في يوم الأحد 07 دجنبر 2014 على قنطرة واد الشراط ببوزنيقة.

## الرياضة
كما اشتهرت المنطقة في الميدان الرياضي باللاعبين مصطفى حاجي ويوسف حاجي وفي الميدان الفني بالمغنية الأمازيغية فاطمة تبعمرانت وأحمد أباعمران.

## الثروات
تتوفر افران الأطلس الصغير على خيرات متنوعة كالزيتون الذي تحتل به الرتبة الثانية بعد منطقةتازروالت من ناحية الجودة وتتوفر أيضا على التمر. وكذالك أشجار اللوز...أما من ناحية الموارد المائية فيوجد بها وعيون وآبار مهمة.

## السكان
تضم جماعة إفران الأطلس الصغير، 205 11 نسمة، موزعين على 383 2 أُسرة، حسب الإحصاء العام للسكان والسكنى لسنة 2014.

## دواوير الجماعة
```
ربع نتزومت يتكون: سوق أوفلا - تغوني -اسكا
اكشتيم-تسكالة-اكماض 
قبيلة تنكرت تتكون من 
- تيموسان - توريرت ندعلي مجوض - توريرت ازاكارن-فرات- إدومركت - تبحنيفت - تبسريرت - تررهيت - مسجد الجمعة- إرز- تسيلا- الحندق- اكوك. 
قببلة امسرا تتكون من :
- سيدي داود - إديشو(وزكان-تريست-دو تزارت-إد بوهمو-إد بلكضيف)-إد منصور- - تغرداين - أنامر-تريال
-قبيلة ادوشقرا التي تتكون 
تغيرا.ادسالم .اغبالو. تينزرت . ادعلي اولحاج. أكادير ندبوهدمة. تدلي . اد طالب سعيد . الزاويت .توريرت . الحوست . ادالشيخ احمد.
```

## المناجم
منجم *الرخام تيفرخست * و*.منجم النحاس *وانسمي*المشترك مع الجماعة القروية بوطروش.
كما يتوفر افران على سد كبير *سيدي المحجوب*.وسد أمسرا قيد الإنجاز حيث اكدت بعض الدراسات ان تكلفته الإجمالية من حيث الإنشاء أكبر مقارنة مع السد الأول.

## العلماء
من أبرز علماء افران سيدي طاهر الإفراني والمختار السوسي وقديما كانت هذه البلدة مشهورة بالفقهاء ك الحسين الافراني ومحمد بن أحمد المسراوي وكذا العالم والفقيه والولي الصالح امحمد البشير الناصري
تتميزهذه الجماعة أيضا بمدرستيها العتيقتين وهما مدرسة سيدي أمحمد أباراغ بـ تانكرت التي يديرها الآن الشيخ الفقيه الأصولي مولود السريري وكذا مدرسة امسرا العتيقة

## السياحة
ويعتبر افران قرية سياحية أيضا، لأنها تتوفر على مقومات سياحية مهمة كجبل تفرخست للرخام *والمناجم كوانسمي و*المكان المقدس لليهود الكنيسة والمقبرتين * ومآثر تاريخية مهمة كقصبة * احدادو / اكشتيم *اكودار: ايت لمير* تبحنيفت* سيدي علي السايح* انامر..* مغارات تسيلا بتنكرت*وخبراء سياحيين. بالإضافة كذلك إلى قصبة تاغوشت.
وعلى الرغم من أن إفران الأطلس الصغير ليست معروفة لدى الجميع كما هو الحال مع إفران الجبلية في الأطلس المتوسط، إلا أنها تمتلك سحرًا خاصًا وطابعًا فريدًا يجعلها قبلة تستحق الاكتشاف، ووجهة للعديد من الأنشطة السياحية.

### الأنشطة السياحية
تعتبر الرحلات الجبلية والمشي لمسافات طويلة من الأنشطة السياحية الشهيرة في المنطقة، حيث توفر الجبال المحيطة مسارات مذهلة تطل على مناظر طبيعية خلابة. بالإضافة إلى ذلك يمكن للزوار الاستمتاع بزيارة القرى الأمازيغية التقليدية المنتشرة على سفوح الجبال، والتي تقدم لمحة عن الحياة الريفية الأصيلة في المغرب.